# 横浜外国人墓地

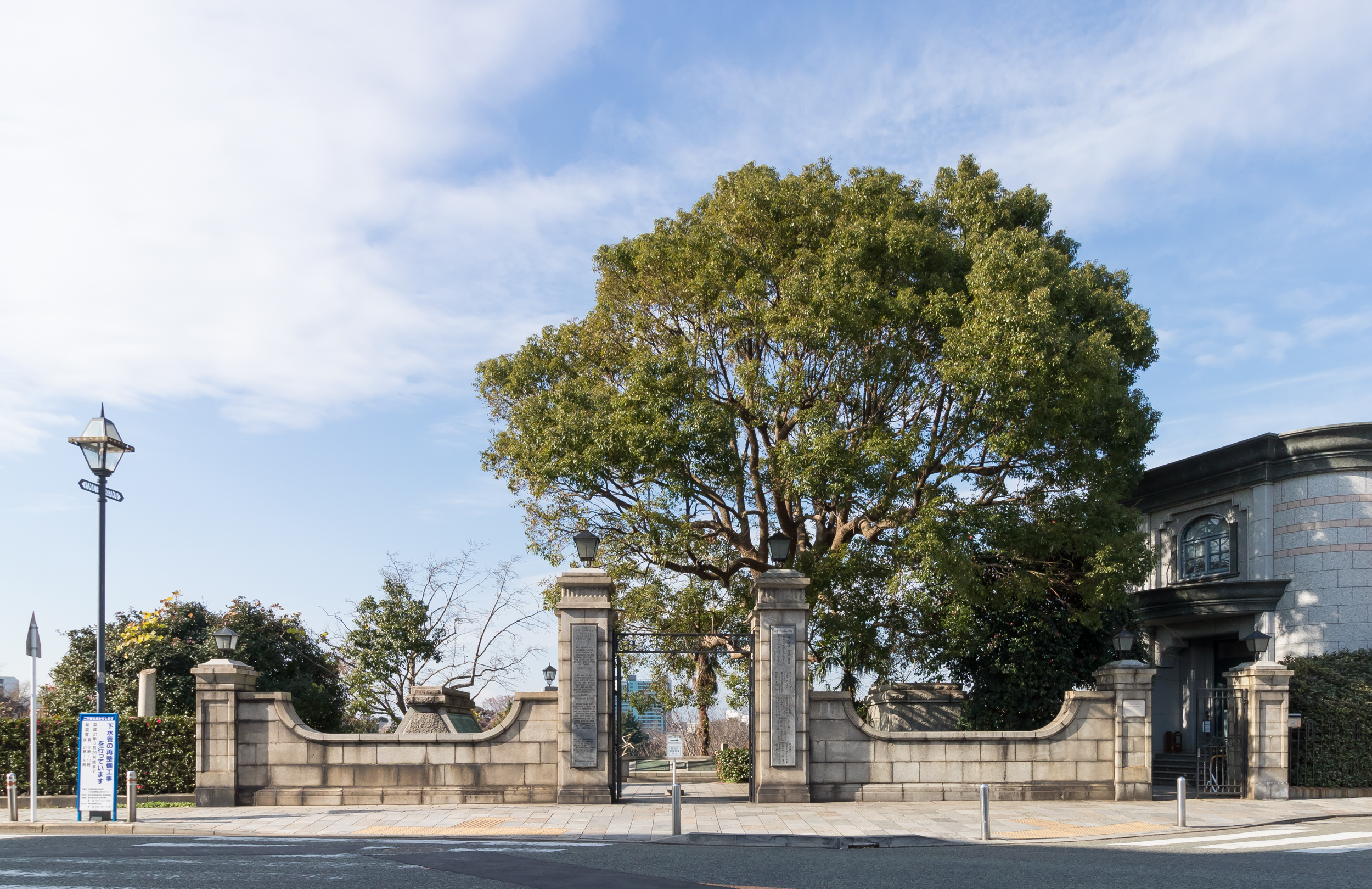
山手門

横浜外国人墓地（よこはまがいこくじんぼち、単に外人墓地とも）は、神奈川県横浜市中区山手にある外国人墓地。また、それを管理する財団法人。なお、横浜市には他に3か所外国人墓地が存在する。

## 概要
19世紀から20世紀半ばにかけての40ヶ国余、4400人余りの外国人が葬られている。1854年（嘉永7年）に、2度目の来航により横浜港に寄港していたアメリカ海軍の水兵ロバート・ウィリアムズ（24歳）がフリゲート「ミシシッピ」のマスト上から誤って転落死し、艦隊を指揮していたマシュー・ペリーはその埋葬地の用意を幕府に要求したため、海の見えるところに墓地を設置して欲しいというペリーの意向を受け横浜村の増徳院の境内の一部にウィリアムズの墓が設置されたことに由来する。その後も外国人死者がその付近に葬られ、1861年（文久元年）に外国人専用の墓地が定められた。
基本的に内部は非公開であるが、3月から12月までの土曜日、日曜日と祝日は公開されている。また埋葬されている人々の業績を紹介する資料館を併設している。キリスト教形式の墓石が多いため意外に思われることが多いが、元々は、現在の元町にあった真言宗準別格本山増徳院の境内墓地であった。平成の初期まで、当地では増徳院による供養も行われていた。

## 横浜市内の他の外国人墓地
- 根岸外国人墓地（中区仲尾台）。1861年（文久元年）山手の横浜外国人墓地が手狭になったため設けられた横浜市営墓地。観光スポットにもなっている山手に比べ、市民の間でも知名度は低い。第二次世界大戦後米軍に接収され、アメリカ軍兵士と日本人女性との間にできたものの、遺棄された嬰児が多く埋葬されている。

余りの荒廃ぶりに、市議会でも取り上げられ、その後横浜市立仲尾台中学校と横浜市立立野小学校の生徒・児童らにより整備され、管理人も置かれた。
- 中華義荘（中区大芝台）。1871年（明治4年）山手の横浜外国人墓地に埋葬されていた華人、華僑が移されたものであり、南京墓地とも呼ばれる。
- 英連邦戦死者墓地（保土ケ谷区狩場町）。第二次世界大戦後に設けられ、1955年に締結された「日本国における英連邦戦死者墓地に関する協定」[2]によって確認がなされている。管理はコモンウェルス戦争墓地委員会が行っている。イギリス王室関係者やイギリス連邦加盟国の要人などが来日した際に墓地を訪問することがある[3]。

毎年4月25日のANZACの日には、追悼式典が行われている。

## 主な埋葬者
エドモンド・モレル、フランソワ・ペルゴ、エドワード・コーンズ、メアリー・キダー、ウィリアム・ヘーグ (外交官)、ルイーズ・ピアソン、アルバート・アーノルド・ベネット、ネイサン・ブラウン、チャールズ・ウォルフ (宣教師)、ランスフォード・スティーヴンズ・ミラー、ジェームス・ハミルトン・バラ、快楽亭ブラック (初代)、ウィリアム・コープランド、ハインリッヒ・アーレンス（ドイツ貿易商アーレンス商会創業者）、エリザ・シドモアなど。

## 参考資料
- 横浜開港資料館